# Carmen Juan Pérez
Carmen Juan Pérez (Barcelona, 18 de desembre de 1961) és una periodista catalana. Ha desenvolupat la seva carrera professional especialment en ràdio. La seva trajectòria professional està estretament lligada a la de la periodista Júlia Otero, com a número dos en programes de ràdio i televisió. És autora del llibre No puedo tener hijos (2002) en el qual va denunciar la pressió de la societat sobre les dones amb relació a la seva maternitat. Des de 2007 és sotsdirectora del programa de ràdio Julia en la onda a Onda Cero.

## Trajectòria
És llicenciada en ciències de la comunicació per la Universitat Autònoma de Barcelona (1989), on posteriorment ha estat professora associada de redacció i locució en mitjans audiovisuals i professora de producció i realització en ràdio. També ha estat professora de comunicació de l'Institut de Formació Política per a Dones de la Diputació de Barcelona i a l'Escola d'Administració d'Empreses.
Va començar la seva carrera professional a la ràdio, en els serveis informatius de Ràdio Miramar de Barcelona. Posteriorment va treballar en Radio Joventud, Radio Hospitalet, Agència Efe, Ràdio Barcelona i Cadena SER, TVE, RAC1, TV3. També ha col·laborat amb El Periódico i el Magazine de La Vanguardia, entre altres mitjans escrits, abordant temes socials, psicològics i de salut.
El 1989 va ser sotsdirectora i coordinadora del programa La Luna, emès per TVE dirigit per Sergi Schaaff i presentat per Júlia Otero. També va ser sotsdirectora de La Radio de Julia a Onda Cero, premi Ondas el 1994.
Ha dirigit i presentat les edicions d'estiu de La radio de Julia a Onda Cero i A vivir que son dos días a la Cadena Ser i els programes Lo que hay que oír de Ràdio Barcelona, La Terraza a Onda Cero o L'auditori a RAC1. De 2000 a 2004 va ser sotsdirectora de La Columna, el programa de tarda de TV3.
El gener del 2002 va publicar el llibre d'autoajuda No puedo tener hijos, un assaig novel·lat sobre la infertilitat i les seves conseqüències. El 2006 va assumir al sotsdirecció de l'última hora de Protagonistas, presentada per Júlia Otero a Punto Radio. Des de 2007 és sotsdirectora de Julia en la onda.

## Publicacions
- No puedo tener hijos (2002) Editorial Plaza y Janés ISBN 978-84-01-37723-5